# カール3世ヴィルヘルム (バーデン＝ドゥルラハ辺境伯)
カール3世ヴィルヘルム（Karl III. Wilhelm、1679年1月18日 - 1738年5月12日）は、神聖ローマ帝国のバーデン＝ドゥルラハ辺境伯（在位：1709年 - 1738年）。1715年に宮殿を現在のカールスルーエ市に移した。また、行政の確立に努め、後を継いだ孫のカール・フリードリヒによるバーデン繁栄の基礎を築いた。

## 生涯
バーデン＝ドゥルラハ辺境伯フリードリヒ7世とホルシュタイン＝ゴットルプ家のアウグスタ・マリアの次男。長男が生後1ヶ月で夭折したため、世子として育つ。スペイン継承戦争に巻き込まれる等で、何回か戦いに参加している。

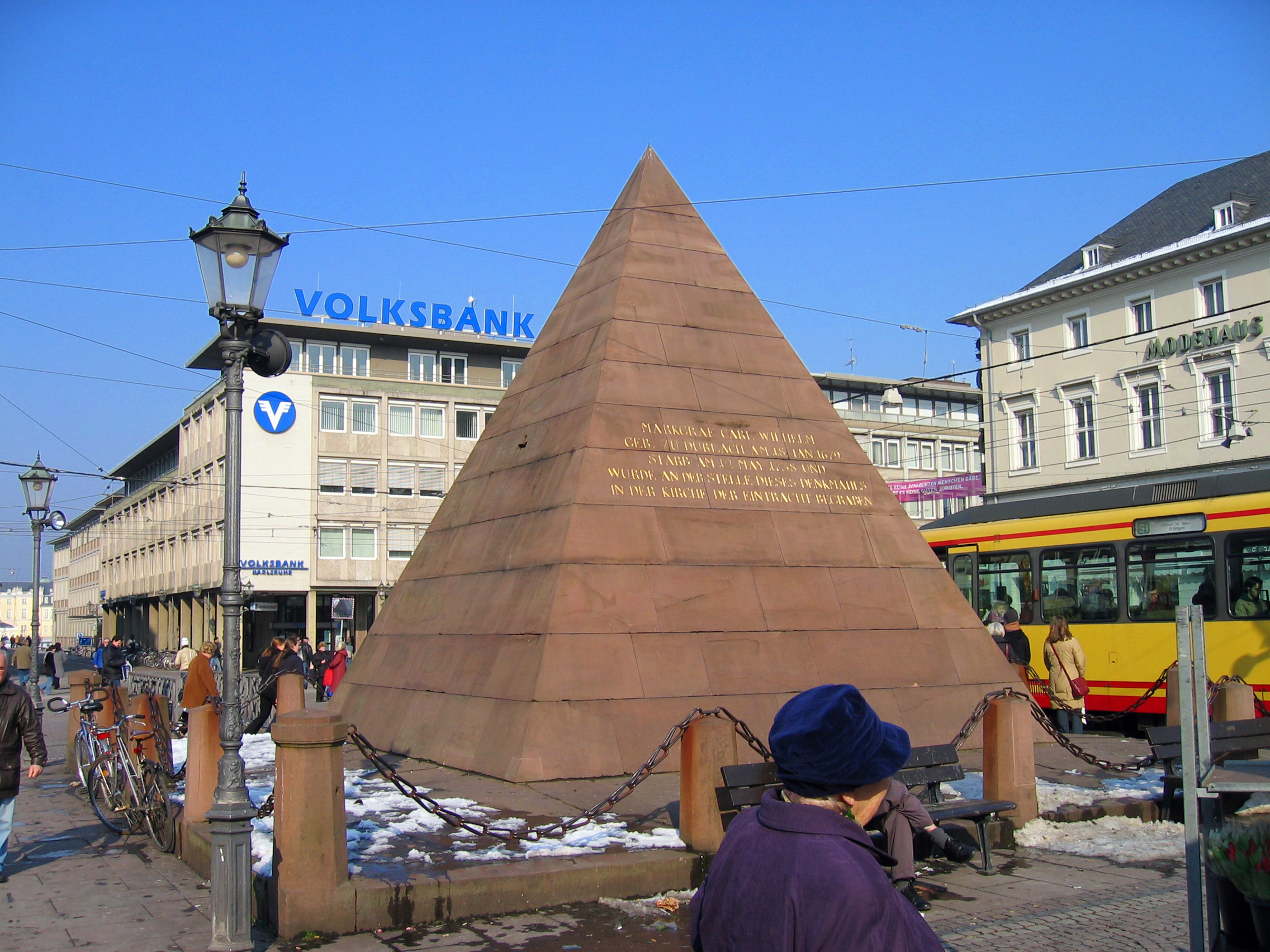
マルクト広場にあるピラミッド（カール3世ヴィルヘルムが永眠している）

ドゥルラハにある居城は、1689年に大同盟戦争で焼かれた後、フリードリヒ7世によって再建に着手されたが、費用の面から1703年に工事が停止されたままになっていた。カール3世ヴィルヘルムは、数キロ西の森に移すことに決め、1715年6月17日に宮殿の礎石を設置した。これが、ユニークな扇状道路を有し、バロック都市として有名なカールスルーエ市の誕生である。市の中心にあるマルクト広場のピラミッドは、この都市を建設したカール3世のお墓である。

## 家族
1697年、ヴュルテンベルク公ヴィルヘルム・ルートヴィヒの娘マグダレーナ・ヴィルヘルミーネ（1677年 - 1742年）と結婚、3人の子を儲けた。
- カール・マグヌス（1701年 - 1712年）
- フリードリヒ・フォン・バーデン＝ドゥルラハ（1703年 - 1732年）- バーデン大公となるカール・フリードリヒの父。
- アウグステ・マグダレーネ（1706年 - 1709年）